# Escut de Guipúscoa
La versió actual de l'escut de Guipúscoa va ser aprovada per la Norma Foral 6/1990, de 27 de març de 1990, sobre signes d'identitat del Territori Històric de Guipúscoa. Té la següent descripció heràldica:
En un camp d'or, tres arbres de sinople (verd), col·locats en faixa sobre ones d'aigua d'argent i atzur (blava). Sostenen l'escut dos salvatges, en peus, al natural, vestit amb un drap de plata. Sota la punta de l'escut apareix escrita en una cinta de plata la llegenda "FIDELISSIMA BARDULIA NUNQUAM SUPERATA" ("Bardúlia la més fidel, mai conquistada"), escrita en lletres de sable (negre).
Al timbre corona ducal que és un cercle d'or, encastat de pedres precioses, compost de vuit florons, visibles cinc, interpolades de perles.
Els arbres representats en l'escut són teixos. S'empra amb molta freqüència una versió simplificada de l'escut, sense els adorns exteriors i amb els elements del blasó representats esquemàticament.
L'any 1979, les Juntes Generals de Germandat, antecedents de les actuals Juntes Generals de Guipúscoa, van modificar les armes tradicionals de Guipúscoa, emprades des de 1466, en retirar dues divisions en les quals figuraven un monarca coronat assegut en un tron que podria tractar-se d'Alfons VIII de Castella o Enric IV, i dotze canons. En 1513 la reina Joana de Castella va concedir que s'incorporés en les armes de Guipúscoa una nova divisió en la qual apareixien representats dotze canons que van simbolitzar els que van ser capturats per tropes guipuscoanes en la batalla de Velate el 1512.

## Galeria

Escut de Guipúscoa en la seva forma tradicional.
Versió esquemàtica de l'escut de Guipúscoa, usat com a emblema de la Diputació Foral.
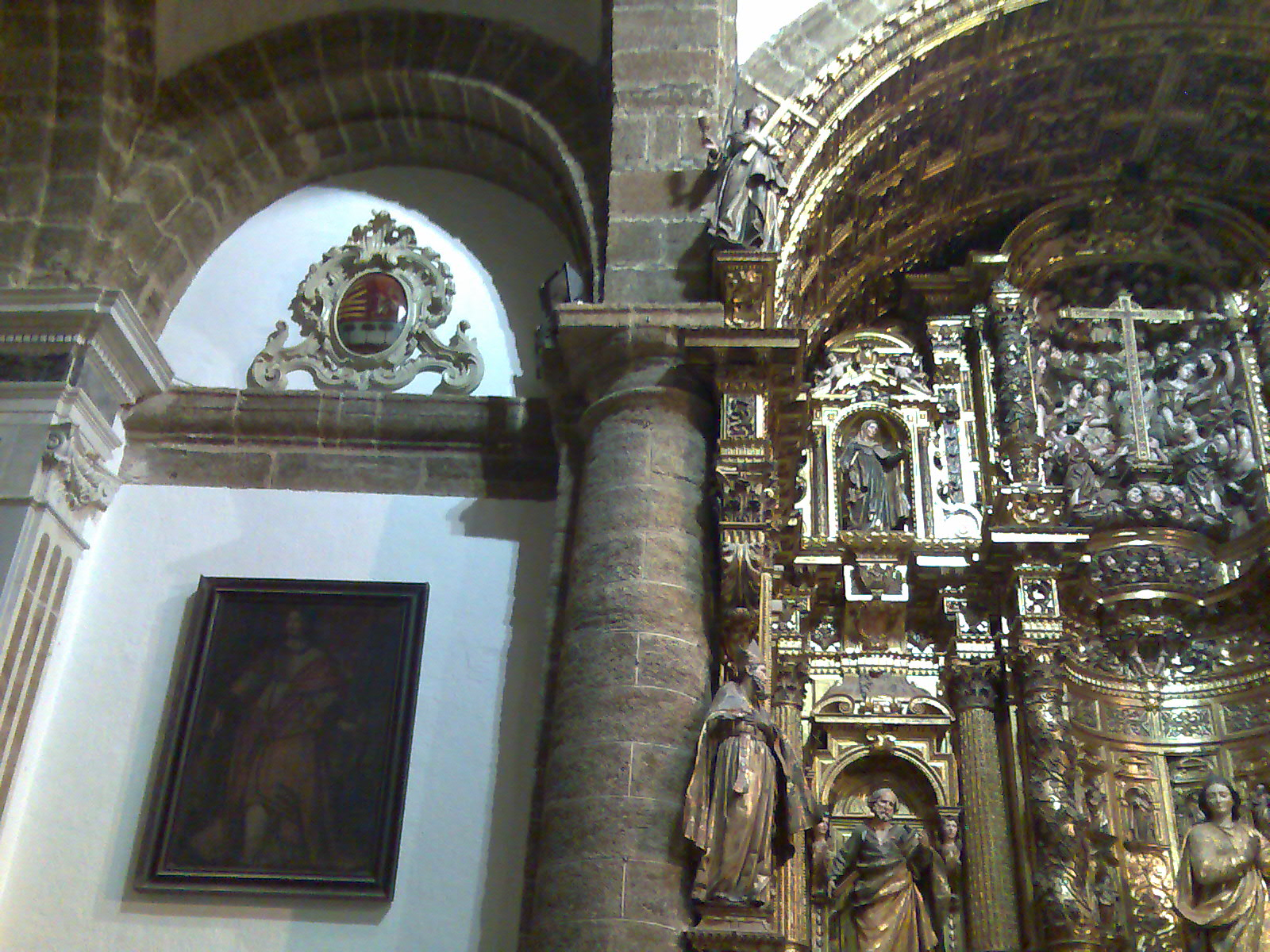
A l'esquerra de l'altar major de la Catedral Vella de Cadis es pot veure un escut antic de Guipúscoa (segle XVI o XVII) amb només sis canons esquematitzats. Prové de la desapareguda capella dels biscaïns.